# Lockheed SR-71 Blackbird
Lockheed SR-71 (SR от англ. strategic reconnaissance aircraft — стратегический разведывательный самолёт) — стратегический сверхзвуковой самолёт-разведчик ВВС США. Неофициально был назван «Blackbird» (с англ. — «Чёрный дрозд», «Чёрная птица»). Особенностями данного самолёта являются высокая скорость и высота полёта, благодаря которым основным манёвром уклонения от ракет было ускорение и набор высоты. Выведен из эксплуатации в 1998 году. По состоянию на 2025 год является самым быстрым пилотируемым серийным самолётом в мире.

## Разработка

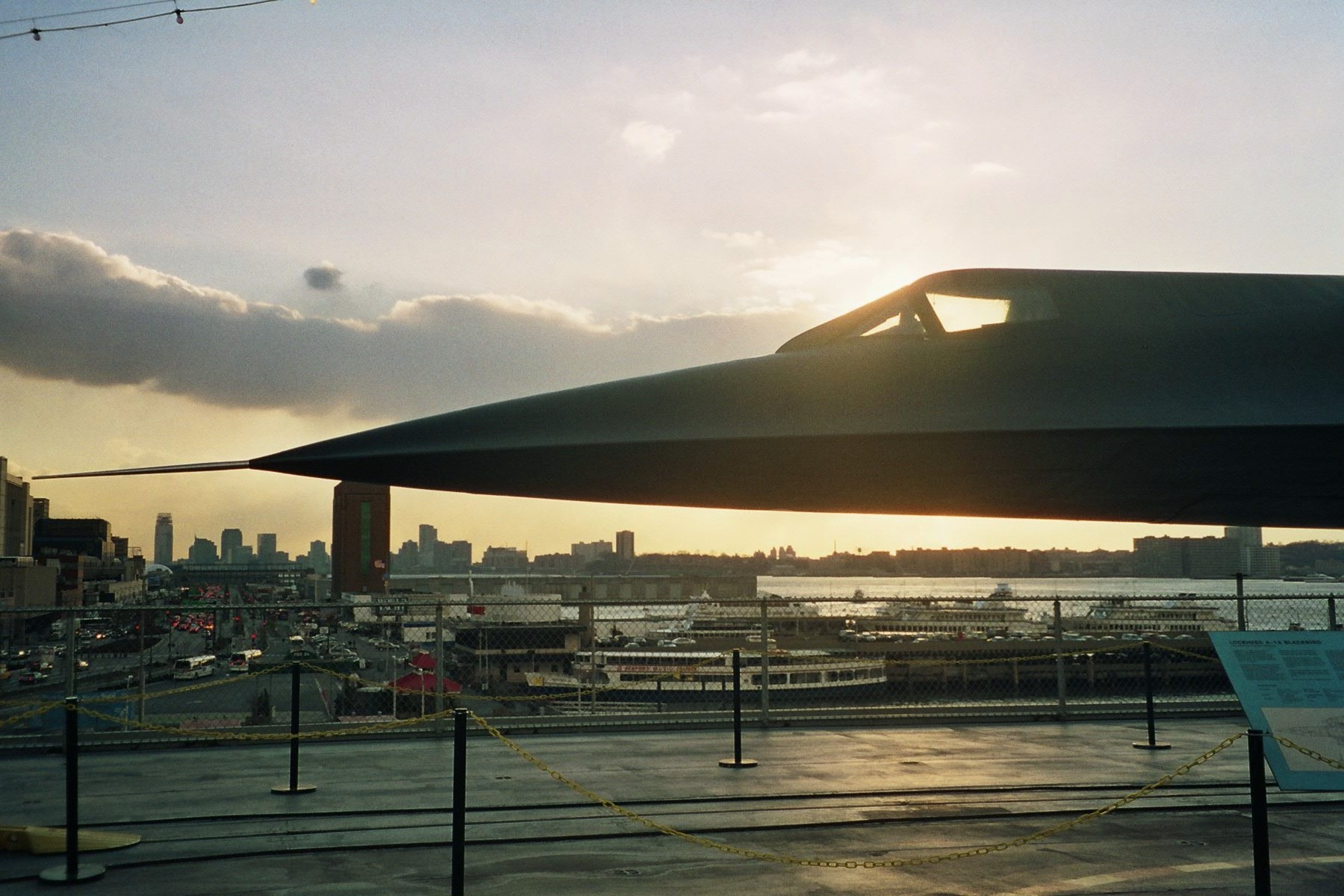
A-12 — предшественник SR-71

### Предшественники
Предшественником SR-71 был Lockheed A-12 — высотный самолёт-разведчик, разработанный для ЦРУ США отделением корпорации Lockheed Martin — Skunk Works. Постепенно конструкция самолёта эволюционировала, были произведены изменения в конфигурации самолёта, а также применены меры по снижению радиолокационной заметности. Всего было построено 18 самолётов A-12. Экипаж A-12 состоял из одного человека.

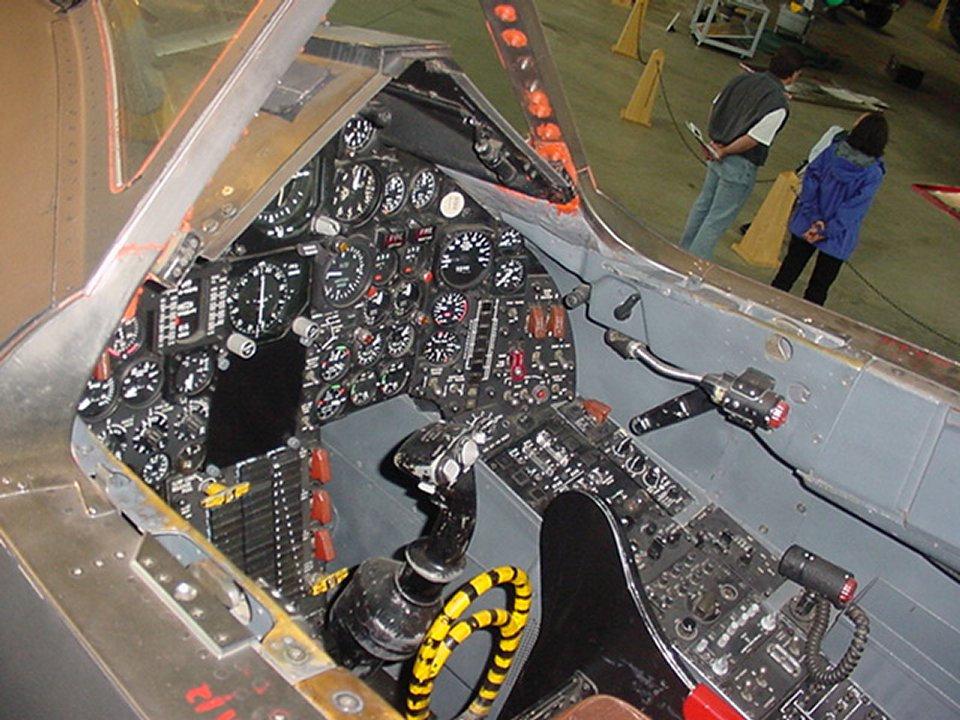
Кабина пилота SR-71

### SR-71
Название SR-71 происходит от прототипа сверхзвукового бомбардировщика XB-70, который в поздней стадии испытаний был предложен в роли стратегического самолёта-разведчика, получив обозначение RS-70. Однако вскоре стало ясно, что скоростной потенциал A-12 гораздо выше и было решено использовать его конструкцию в качестве основы для создания нового высокоскоростного самолёта. Прототип был назван R-12. Он был длиннее и тяжелее, чем A-12. Его фюзеляж был удлинён для увеличения топливных баков, экипаж был увеличен до 2 человек. Самолёт был оборудован радиоэлектронными датчиками, РЛС бокового обзора и фотоаппаратом.
Серийные машины получили индекс SR-71A. Была разработана также учебно-тренировочная модификация SR-71B.

## Конструкция
Самолёт отличался уникальным и футуристическим дизайном. Для достижения высоких аэродинамических характеристик на различных режимах полёта корпус и несущие поверхности имеют очень сложную в плане и по модульным сечениям форму. Самолёт построен по схеме «бесхвостка», с тонким треугольным крылом с наплывом, со стреловидностью по передней кромке 60 градусов.
Стабилизатора или переднего горизонтального оперения (ПГО) не имеет. На гондолах двигателей установлены два цельноповоротных киля, заваленные законцовками внутрь, каждый на 15 градусов.
Шасси трёхстоечное, передняя опора убирается против потока, основные стойки — к продольной оси самолёта, в крыло и фюзеляж.
Особенно сложной проблемой полёта на скоростях, превышающих скорость звука более чем в три раза (М>3), является высокий нагрев корпуса. Для её решения 85 % деталей планера было изготовлено из титанового сплава, а большая часть остальных деталей изготавливалась из полимерно-композитных материалов. Также, большая площадь внутренней части крыла имела гофрированную поверхность, что создавало более благоприятные условия для теплового расширения и повышало продольную прочность. Панели фюзеляжа были изготовлены таким образом, что они неплотно прилегали друг к другу, когда самолёт находился на земле, и окончательно «стыковались» только в полёте, после разогрева планера и его удлинения на несколько сантиметров. Вследствие этого, а также вследствие того, что никакое уплотнение топливной системы не смогло бы нормально функционировать при очень высокой температуре, из самолёта перед взлётом вытекало топливо. Однако это не представляло никакой опасности, поскольку используемое топливо JP-7 было специально разработано для сверхзвуковых самолётов и характеризовалось высокой температурой вспышки и термостабильностью. Охлаждение самолёта обеспечивалось циркуляцией топлива под титановыми поверхностями перед его попаданием в двигатели.
Самолёт был изготовлен с использованием ранних стелс-технологий. Серийные экземпляры окрашивались тёмно-синей краской для маскировки на фоне ночного неба. Самолёт получил неофициальное название «Blackbird».
Поскольку США не обладали месторождениями титановых руд, ЦРУ разработало схему с участием сети подставных фирм, через которые закупало в СССР титан для постройки SR-71.

### Воздухозаборники и двигатели

Схема потоков воздуха в двигателе на разных числах Маха

Воздухозаборники являются одной из важнейших особенностей конструкции SR-71. Именно они обеспечивали возможность полёта на скоростях более 3300 км/ч, и, в то же время, на дозвуковых скоростях. В передней части мотогондолы имеется подвижный конус, который находится в выдвинутом положении при числах Маха до 1,6. При более высоких числах Маха конус задвигается и активируется прямоточный двигатель.
Сверхзвуковой воздушный поток предварительно сжимается за счёт формирующихся на внешней части центрального тела-конуса конических ударных волн, скорость потока падает и за счёт этого возрастают его статическое давление и температура. Затем воздух входит в четырёхступенчатый компрессор и разделяется на два потока: часть воздуха проходит в компрессор (воздух «основного контура») и попадает в камеру сгорания, а затем — на турбину, в то время как оставшийся поток попадает в форсажную камеру, минуя газотурбинный агрегат (основной контур двигателя). Перед форсажной камерой оба потока смешиваются.
При числах Маха около 3 (полёте на скоростях, превышающих скорость звука примерно в три раза) предварительное торможение (сжатие) сверхзвукового потока в конических ударных волнах приводит к значительному росту его температуры. Поэтому для сдерживания температуры газов перед турбиной (чтобы не расплавить её лопатки) приходится уменьшать подачу топлива в камеру сгорания турбореактивного контура двигателя. Таким образом, турбореактивный контур двигателя обеспечивает на этих режимах только 20 % тяги, а 80 % тяги обеспечивается внешним — прямоточным контуром.

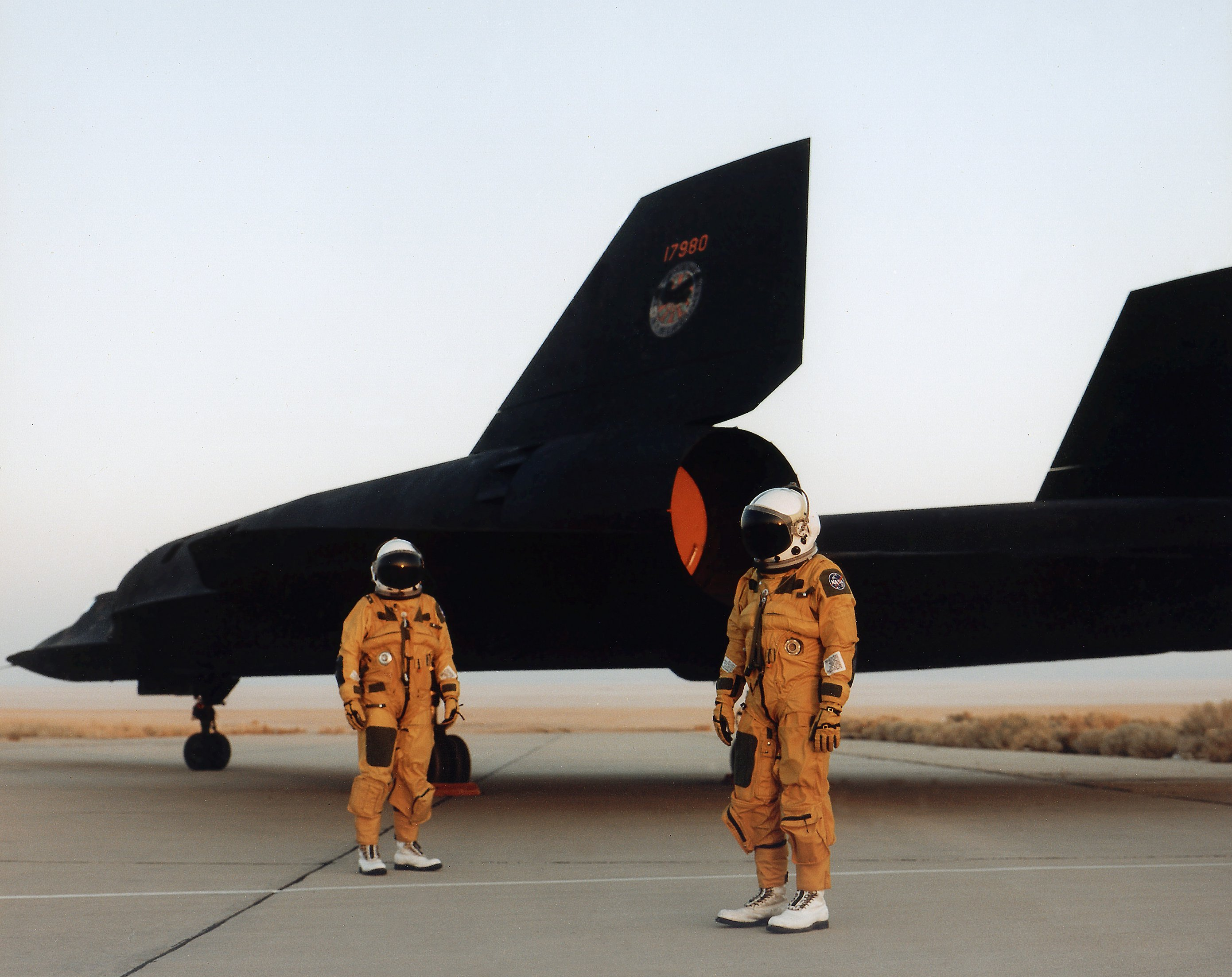
Пилоты SR-71 в костюмах высокого давления

На двигателях Pratt & Whitney J58-P4 отсутствует привычная в авиации электроискровая свечная система зажигания. В связи с трудностями воспламенения основного топлива типа JP-7, для двигателя было разработано самовоспламеняющееся органическое пусковое топливо ТЕВ (триэтилборан), которое применялось как при запуске двигателя, так и при розжиге форсажной камеры. Его горение сопровождалось характерным зелёным свечением в сопле. На каждом двигателе установлен бак для ТЕВ объёмом 600 см³, заполненный азотом и охлаждаемый основным топливом. Расчётной ёмкости бака хватает для шестнадцати запусков, перезапусков или розжига форсажной камеры. Заправка самолёта ТЕВ была крайне опасной, персонал экипировался в специальные костюмы.
В двигателе применяется весьма специфическая кремнийорганическая (силиконовая) смазка, сильно загустевающая при низких температурах, так что для запуска двигателей самолёта при температуре ниже −5 °С требовался предварительный подогрев двигателей.

### Системы жизнеобеспечения
При полёте на высоте 24 км экипажи столкнулись с двумя проблемами:
- Со стандартным давлением кислородной маски на высоте более 13 км человек не может нормально дышать для поддержания сознания и жизнедеятельности;
- На скорости более 3400 км/ч передние кромки конструкции моментально разогреваются до +400 °C, средняя температура обшивки составляет около +260 °C.

Для решения этих проблем были разработаны специальные скафандры полного давления для всех экипажей A-12 и SR-71. Впоследствии эти же скафандры использовались при полёте космического Шаттла.
Нагрев самолёта был одной из самых важных проблем полёта на скоростях, в три раза превосходящих скорость звука. Для обеспечения приемлемых температур воздух внутри кабины пилота охлаждался кондиционером, тепло из кабины отдавалось в топливо через теплообменник, находящийся перед силовыми установками.

### Топливо
В качестве топлива используется специально разработанное реактивное топливо JP-7, отличающееся высокой температурой воспламенения и термоустойчивостью, но достаточно густое в обычном состоянии (плотность при +15 °C составляет 779—806 кг/м³), и вязкое и не текучее при отрицательных температурах (температура плавления −30 °С), что требовало его подогрева на борту самолёта. Благодаря этим качествам, топливо JP-7 в самолёте использовалось в качестве хладагента системы кондиционирования, для охлаждения кабины и отсеков аппаратуры, а также двигателя, гидравлической системы, моторного масла, баков пускового топлива, части элементов планера, и в качестве гидравлической жидкости системы регулирования проходного сечения сопла (управления створками). Нагретое топливо сразу же поступало в двигатели и сгорало, исключая риск воспламенения и взрыва нагретых паров.
Масса полностью заправленного самолёта составляла 77100 кг, из которых 46180 кг приходилось на топливо, из-за чего взлёт с полной заправкой был невозможен. Для поддержки полётов SR-71 были переоборудованы 30 топливозаправщиков Боинг KC-135Q Stratotanker, приспособленных для работы с JP-7 (на них также была установлена система подогрева топлива). Кроме того, из-за вынужденно больших тепловых зазоров в стыках панелей кессон-баков полностью заправленный самолёт на стоянке тёк. Поэтому была отработана следующая технология: самолёт поднимался в воздух с небольшим запасом топлива, разгонялся до сверхзвуковой скорости для прогрева обшивки, затем тормозил, дозаправлялся в воздухе из заранее поднятого топливозаправщика, после чего экипаж мог приступать к выполнению задания. Расход топлива на крейсерской скорости составлял около 600 кг/мин., запаса топлива хватало приблизительно на 70—90 минут полёта после дозаправки. Поэтому после разработки маршрута будущего полёта SR-71 заполненные топливом JP-7 топливозаправщики заранее перегонялись на аэродромы, расположенные максимально близко к линии маршрута и на расстояниях, позволявших гарантированно поддерживать необходимое количество топлива в баках SR-71.

### Навигационная система

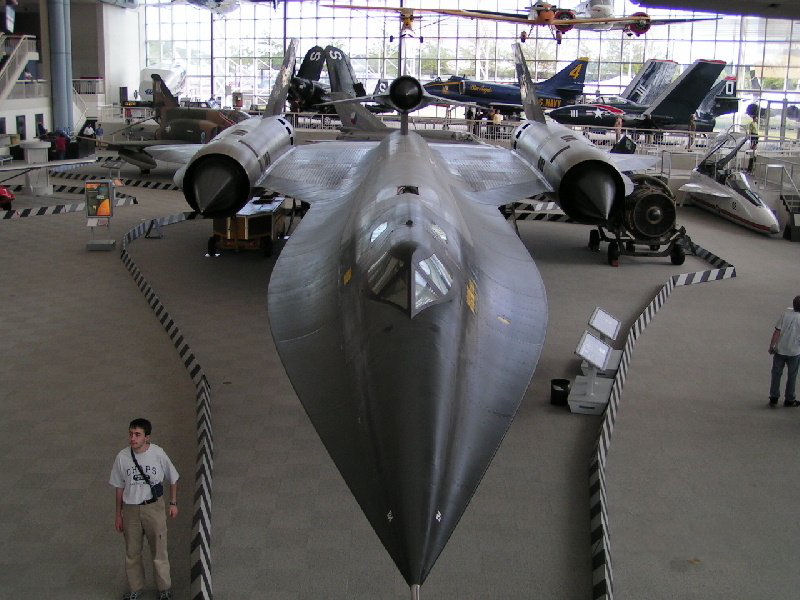
Корпус самолёта плоский с сужающимися краями (на фото Lockheed M-21 стоящий в музее авиации Сиэтла штат Вашингтон, являющийся модификацией A-12 являющегося предшественником SR-71)

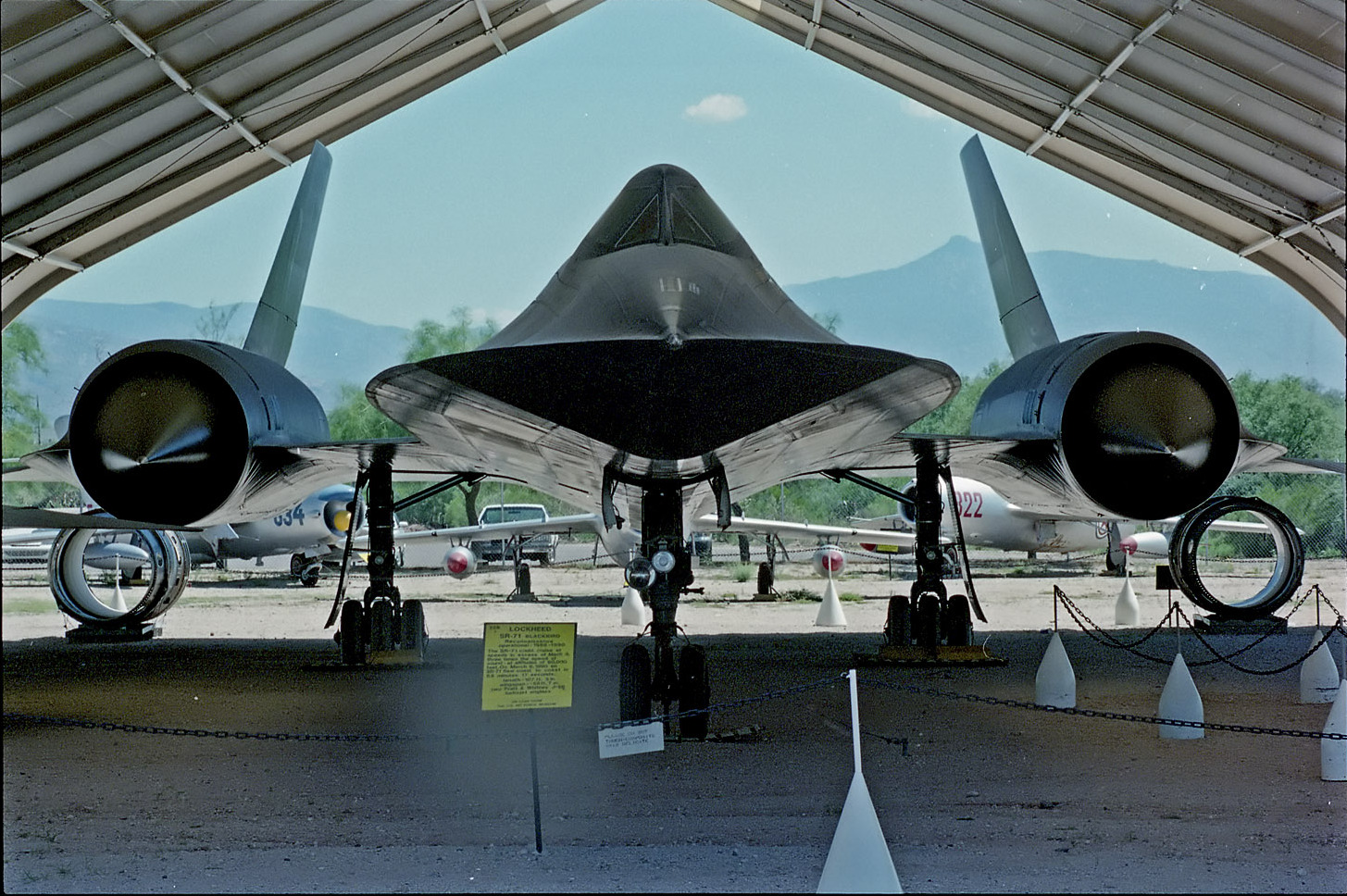
SR-71 в музее Pima Air & Space Museum, Тусон, Аризона.

Для своего времени самолёт оснащался самым совершенным бортовым оборудованием, большая часть которого была спроектирована и разработана специально для него (а в дальнейшем послужила развитию радиоэлектроники для последующих типов летательных аппаратов). Большое внимание было уделено навигации на маршруте, проходящем на большой высоте. В частности, на борту был установлен астрокорректор, позволяющий определять своё местоположение по звёздам и планетам с высокой точностью даже в дневное время (по Солнцу и Луне).

### Стелс-технология
SR-71 был первым самолётом, созданным с применением технологий снижения радиолокационной заметности. Первые исследования в этой области показали, что плоские формы с сужающимися сторонами имеют меньшую ЭПР. С целью снижения радиолокационной заметности вертикальное оперение наклонено относительно плоскости самолёта, чтобы не создавать с крылом прямой угол, который является идеальным отражателем. На самолёт нанесены радиопоглощающие покрытия, в топливо добавлялся цезий для снижения температуры выхлопа, и, как следствие, инфракрасной заметности самолёта. Несмотря на все эти меры, SR-71 легко обнаруживался радиолокационными методами, а на меньших расстояниях — благодаря потоку разогретых выхлопных газов и нагреву корпуса на высоких скоростях.
Общая эффективность всех мер по снижению заметности самолёта всё ещё обсуждается, однако сами разработчики признают, что радиолокационная техника Советского Союза развивалась значительно быстрее, чем «антирадар» Lockheed Martin.

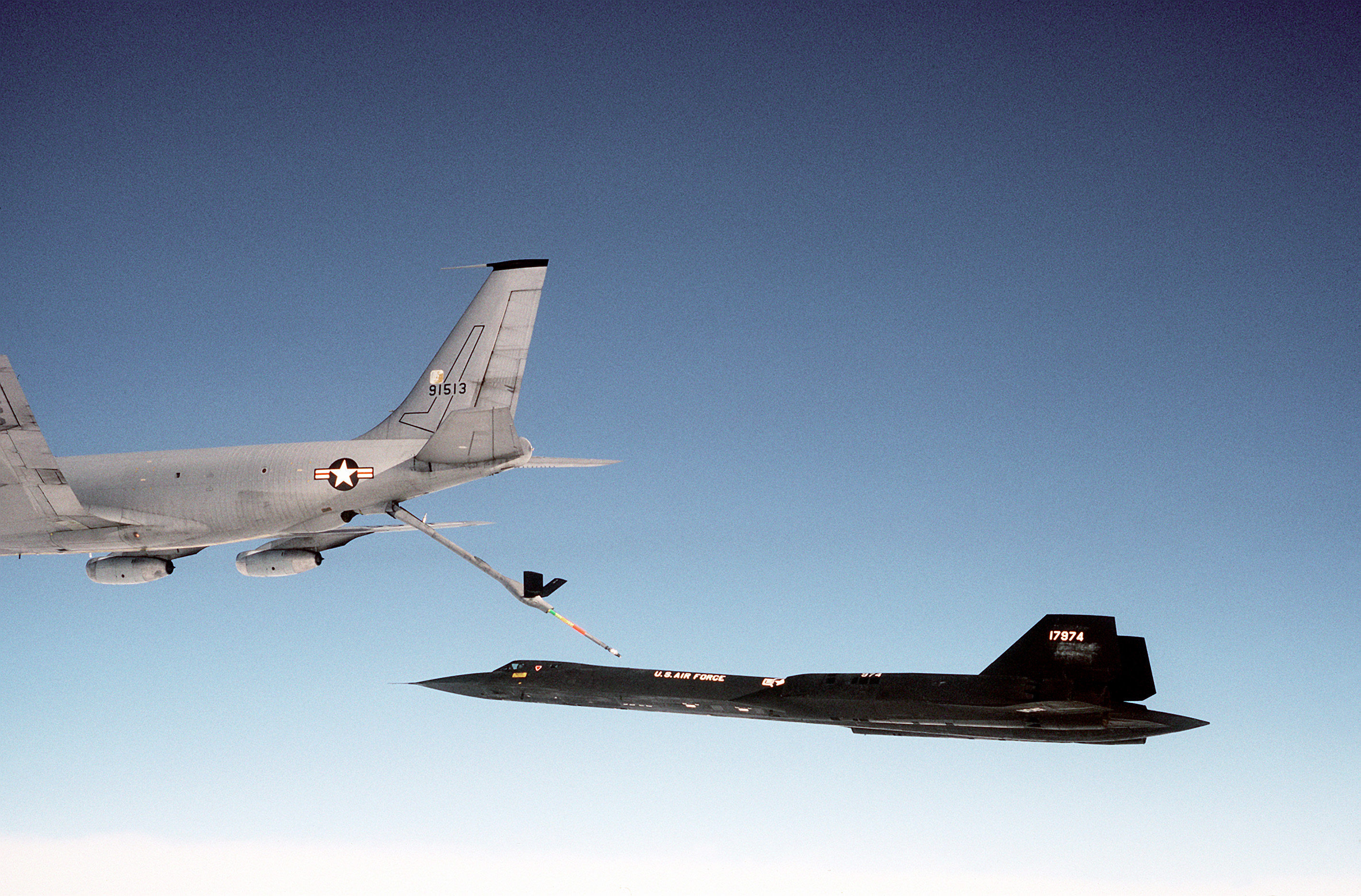
Дозаправка SR-71 в воздухе

## Соблюдение секретности
Фотографирование и киносъёмка самолёта сторонними лицами была запрещена.
В процессе эксплуатации намеренно распространялись ложные сведения о самолёте, его технических характеристиках и возможностях боевого применения.
Применялись также и иные действия и процедуры с целью сохранения военной тайны в отношении SR-71.
Органы военной контрразведки и службы безопасности тщательно отслеживали все процедуры по обслуживанию и эксплуатации самолёта.

## Боевое применение
Первый боевой вылет SR-71 был произведён во время Вьетнамской войны 21 марта 1968 с авиабазы «Кадена» на Окинаве. Впоследствии самолёт, совершивший первый боевой вылет (заводской номер 61-7976) налетал 2981 час в 942 вылетах (больше, чем любой другой SR-71), включая 257 боевых заданий. В начальный период эксплуатации в Восточно-азиатском регионе (Вьетнам, Лаос, Северная Корея) самолёты SR-71 совершали примерно по одному вылету в неделю (с 1968 по 1970 год), после этого частота вылетов удвоилась, а к 1972 году вылеты производились примерно каждый день. За это время было потеряно два самолёта (в 1970 и 1972 годах) — оба из-за механической неисправности. При совершении самолётами SR-71 разведывательных вылетов в ходе войны во Вьетнаме по ним было совершено примерно 800 пусков зенитных ракет, но ни один самолёт не был сбит. Одному вьетнамскому зенитно-ракетному полку была поставлена задача уничтожить этот самолёт, чтобы поднять престиж советского оружия в глазах вьетнамцев, однако произведённые несколько пусков ракет по SR-71 были безрезультатными. SR-71 был единственным американским самолётом, который северовьетнамской системе ПВО так и не удалось сбить.
В Европе у SR-71 было два разведывательных маршрута: вдоль западного побережья Норвегии и Кольского полуострова и над Балтийским морем, второй маршрут имел название «Балтийский экспресс». А также, в период базирования некоторых SR-71 на Японских островах, они совершали до 8-12 подходов в сутки к воздушным границам СССР на дальнем Востоке.
В начале 1980-х самолёт SR-71 также осуществлял полёты с авиабазы в Великобритании вдоль атлантического побережья Европы с дозаправкой в воздухе около Испании и дальнейшим полётом над акваторией Средиземного моря в направлении на восток. Затем SR-71 входил в воздушное пространство над Чёрным морем, не снижая скорости осуществлял разворот и уходил в обратном направлении.
Части ПВО СССР юго-западного направления при появлении отметки самолёта на боевых планшетах над акваторией Чёрного моря в момент пересечения так называемой «красной линии» немедленно поднимались по тревоге и приводились в полную боевую готовность на всём протяжении направления от Крыма до Москвы. По непроверенным сведениям, в боевую готовность приводились все подразделения ПВО Европейской части СССР, возможно, — для тренировки личного состава в работе по реальной боевой цели потенциального противника.
Полёты над Средиземным и Чёрным морями требовали от экипажа SR-71 и вспомогательных служб исключительного мастерства ввиду высокой скорости полёта и минимального времени реагирования на изменение обстановки в воздухе. Экипажу требовалось пройти в «тесном» нейтральном воздушном пространстве, когда любая незначительная ошибка в управлении самолётом могла привести к нарушению государственных границ нейтральных или враждебных стран, что давало право частям ПВО на немедленную ответную «реакцию» с непредсказуемыми последствиями. Непреднамеренное нарушение государственной границы могло также привести к дипломатическому скандалу и дальнейшим ухудшением межгосударственных отношений. Экипаж самолёта SR-71 об этом знал и перед каждым полётом проходил специальный инструктаж.
В 1973 году во время арабо-израильской войны Судного дня Blackbird производил фоторазведку Египта, Иордании и Сирии. Благодаря разведполёту 13 октября SR-71 ВВС США удалось узнать о готовящемся наступлении Египта 14 октября и успешно отразить его.

### Мирное использование
Кроме стратегической разведки, самолёт выполнял аэродинамические исследования НАСА по программам AST (Advanced Supersonic Technology — перспективные сверхзвуковые технологии) и SCAR (Supersonic Cruise Aircraft Research — разработка самолёта с крейсерской сверхзвуковой скоростью полёта).

### Рекорды SR-71
В 1976 году SR-71 «Blackbird» установил абсолютный рекорд скорости среди пилотируемых самолётов — 3529,56 км/ч. Всего в FAI было зарегистрировано 4 действительных рекорда, все они относятся к скорости полёта. И один рекорд высоты в горизонтальном полёте — 25 929 метров.

### Вывод из эксплуатации
Стоимость эксплуатации SR-71, включая сложность обслуживания, была очень высокой: полёт самолета оценивался около 200 000 долларов в час, топливо оценивалось в 18 000 долларов в час, а стоимость самой программы от 200 до 300 миллионов долларов в год. Топливо JP-7 — это специфическое топливо, предназначенное для одной-единственной модели самолёта, необходимо было производить и перевозить в соответствующие места. Недёшево обходилось содержание парка из 30 топливозаправщиков, их доставка в разные части света, так как требовались частые дозаправки SR-71, для чего он каждый час опускался с 20-километровой высоты, тормозил до скорости топливозаправщика, заправлялся и опять поднимался в стратосферу.
Техническое обслуживание каждого самолёта было беспрецедентно сложным и затратным. Каждый вылет самолёта по сложности можно было сравнить с подготовкой космической ракеты-носителя. А после каждого полёта самолёт проходил более 650 различных проверок: пять техников в течение шести часов изучали состояние планера самолёта, два техника по силовым установкам также несколько часов посвящали тщательному осмотру воздухозаборников, двигателей, выхлопных и перепускных устройств.
Через каждые 25, 100 и 200 часов налёта каждый самолёт подвергался осмотру с частичной разборкой. Так, каждая 100-часовая инспекция состояния занимала одиннадцать 16-часовых рабочих дней. Только монтаж одного двигателя на самолёте силами 8-9 специалистов с гидравлическим подъёмником занимал 8-9 часов. В ходе этой проверки, как правило, менялись оба двигателя, вне зависимости от их состояния, хотя согласно инструкциям замена моторов предусматривалась через 200 часов налёта, причём на эту процедуру отводилось 15 рабочих дней. Каждые три года, опять же, вне зависимости от налёта, самолёты проходили технический осмотр на заводе фирмы «Локхид» в Палмдейле. Капитальный ремонт двигателей фирма «Пратт энд Уитни» осуществляла после наработки мотором 600 часов. Неудивительно, что для обслуживания SR-71 требовались специалисты экстра-класса, их подготовка занимала несколько лет и также требовала немало средств.
Попытка восстановить программу в 1993 году встретила сильное сопротивление: у ВВС не хватало бюджета на использование самолёта, а разработчики БПЛА беспокоились, что их программы пострадают, если деньги направят на поддержку SR-71. Кроме того, возникли трудности с получением от Конгресса годового подтверждения долгосрочного планирования для SR-71. В 1996 году ВВС объявили, что направление финансов не было санкционировано и свернули программу.
Конгресс возобновил финансирование, но в октябре 1997 года президент Билл Клинтон предпринял попытку наложить частичное вето, чтобы отменить выделение 39 млн долл. на SR-71. В июне 1998 года Верховный суд США признал частичное вето неконституционным. Всё это оставляло статус SR-71 невыясненным до сентября 1998 года, когда ВВС назначили перераспределение фондов; в 1998 году ВВС окончательно вывели парк SR-71 из эксплуатации.
NASA оперировало двумя оставшимися на ходу «Чёрными дроздами» до 1999 года. Все остальные самолёты были помещены в музеи, кроме двух SR-71 и нескольких дронов D-21, сохранённых Лётно-исследовательским центром имени Драйдена (позже переименованного в Лётно-исследовательский центр имени Армстронга).

## Лётно-технические характеристики

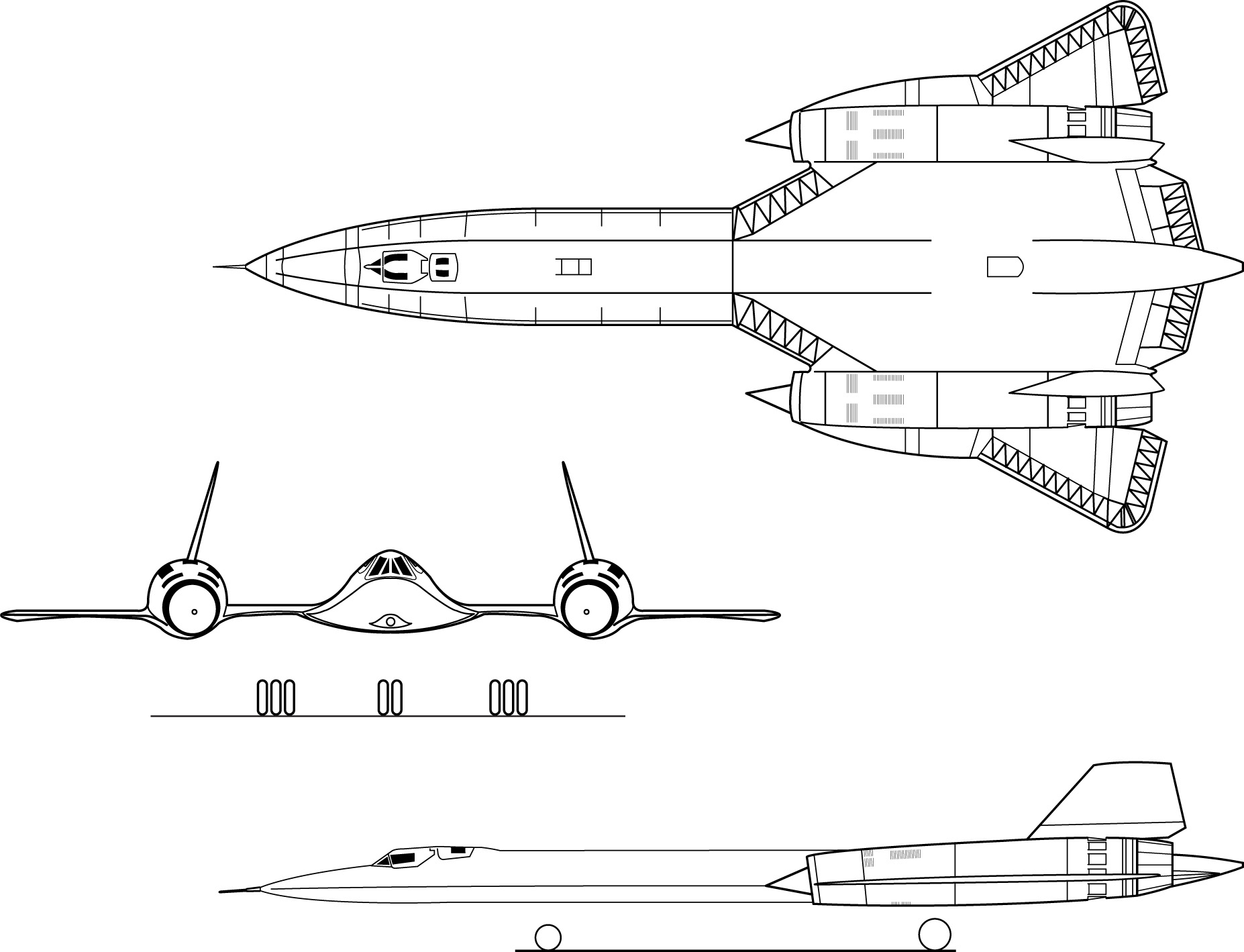
Проекции SR-71

### Технические характеристики
- Экипаж: 2 человека
- Длина: 32,74 м
- Размах крыла: 16,94 м
- Высота: 5,64 м
- Площадь крыла: 141,1 м²
- Масса пустого: 27215 кг
- Максимальная взлётная масса: 77100 кг
- Масса полезной нагрузки (оборудование): 1600 кг

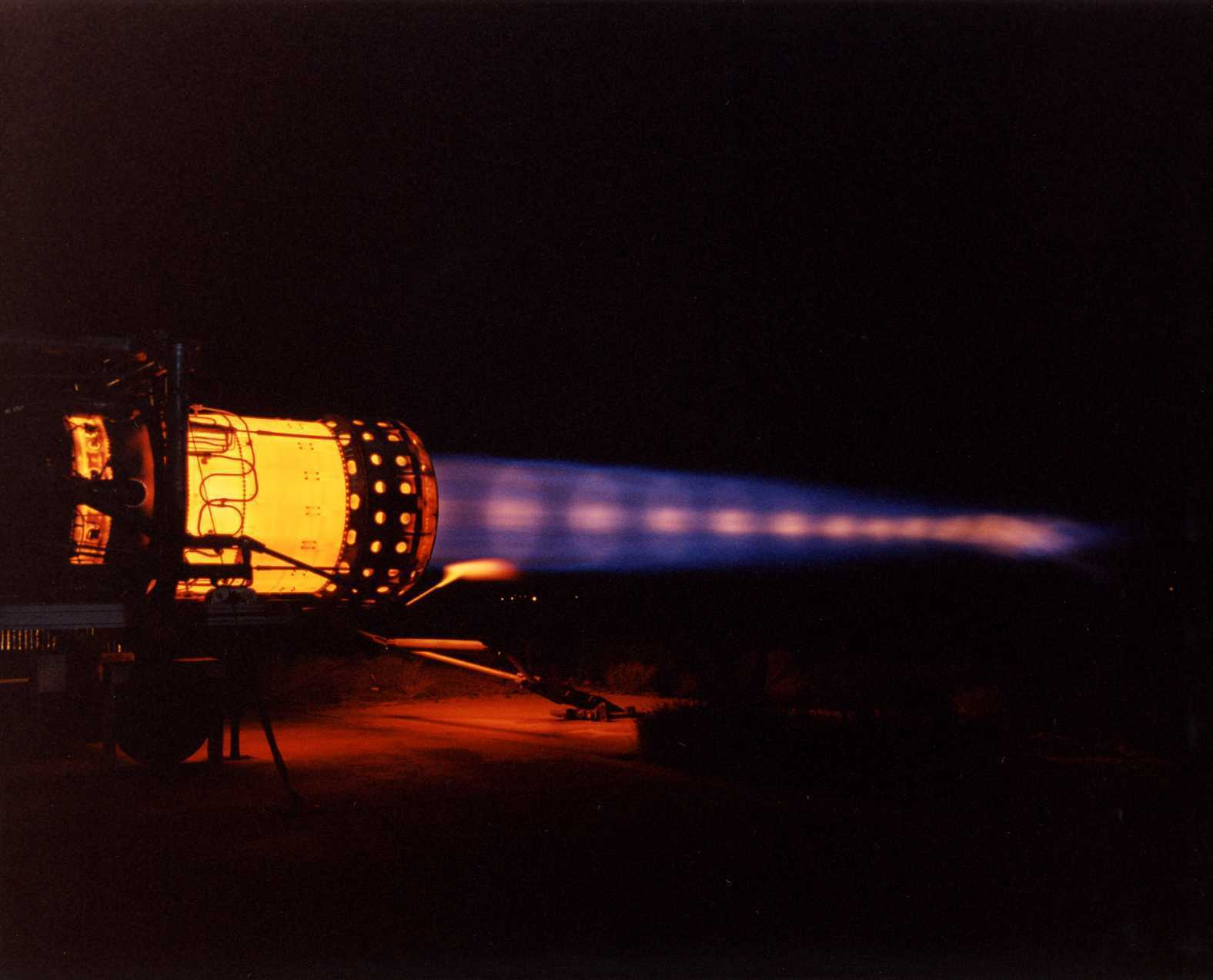
J58 на форсаже, видны диски Маха

- Масса топлива: 46180 кг

### Двигатель

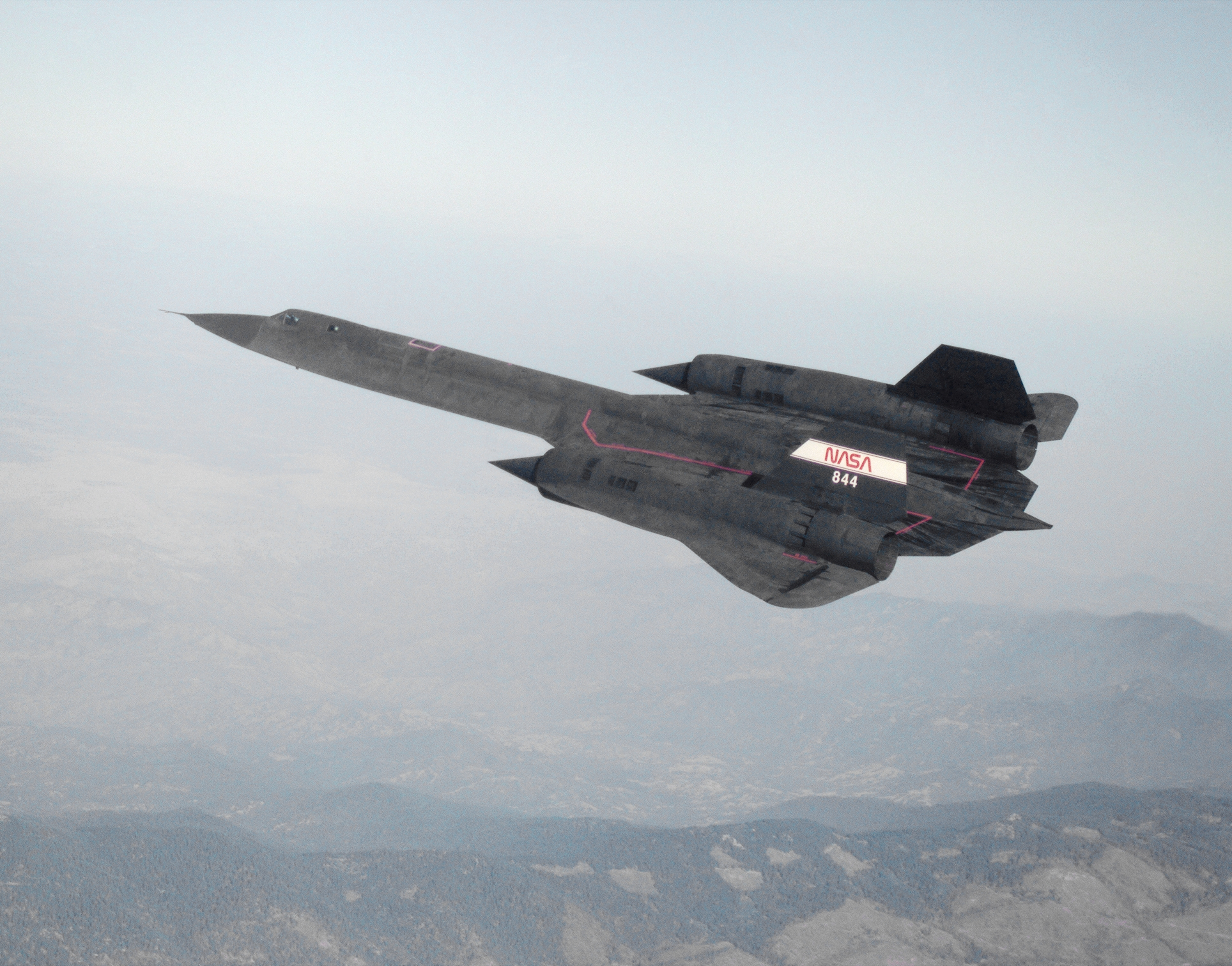
SR-71 в полёте

- Тип двигателя: турбопрямоточный двигатель
- Модель: Pratt & Whitney J58-P4
- Тяга максимальная: 2×10630 кгс
- Тяга на форсаже: 2×14460 кгс
- Масса двигателя: 3200 кг

### Лётные характеристики
- Максимально допустимая скорость: М=3,2 (при температуре носовой части <+427 °C допускается разгон до М=3,3[33]) , 3500 км/ч.
- Сверхзвуковая крейсерская скорость: М=3,17 , 3300 км/ч[34]
- Дальность полёта: 5230 км
- Радиус действия: 2000 км
- Продолжительность полёта: 1,5 ч
- Практический потолок: 25910 м[33]
- Скороподъёмность: 60 м/с
- Длина разбега/пробега: 1830 м
- Нагрузка на крыло: 546 кг/м²
- Тяговооружённость: 0,36
- Максимальная высота полёта: 29 000 м.

## Галерея

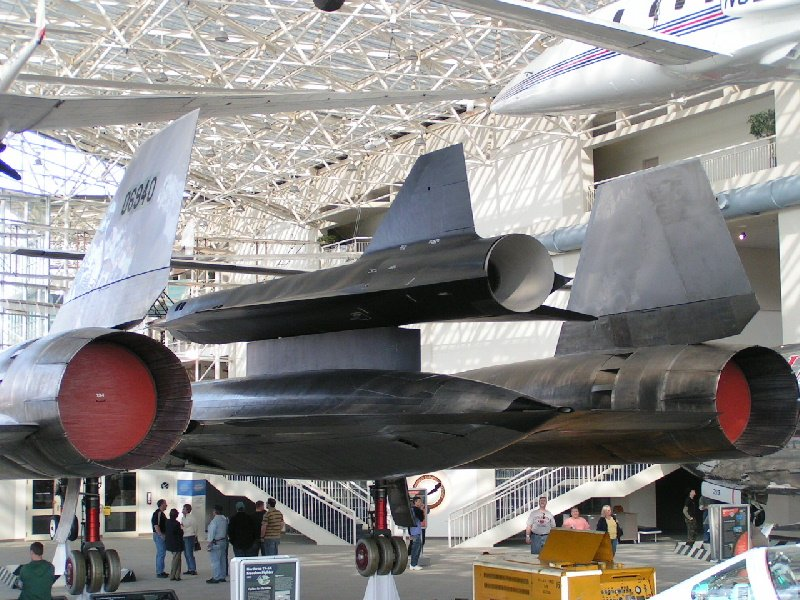
Вид сзади. Lockheed M-21, стоящий в музее авиации Сиэтла штат Вашингтон, являющийся модификацией A-12 являющегося предшественником SR-71 с прикреплёным дроном MD-21B
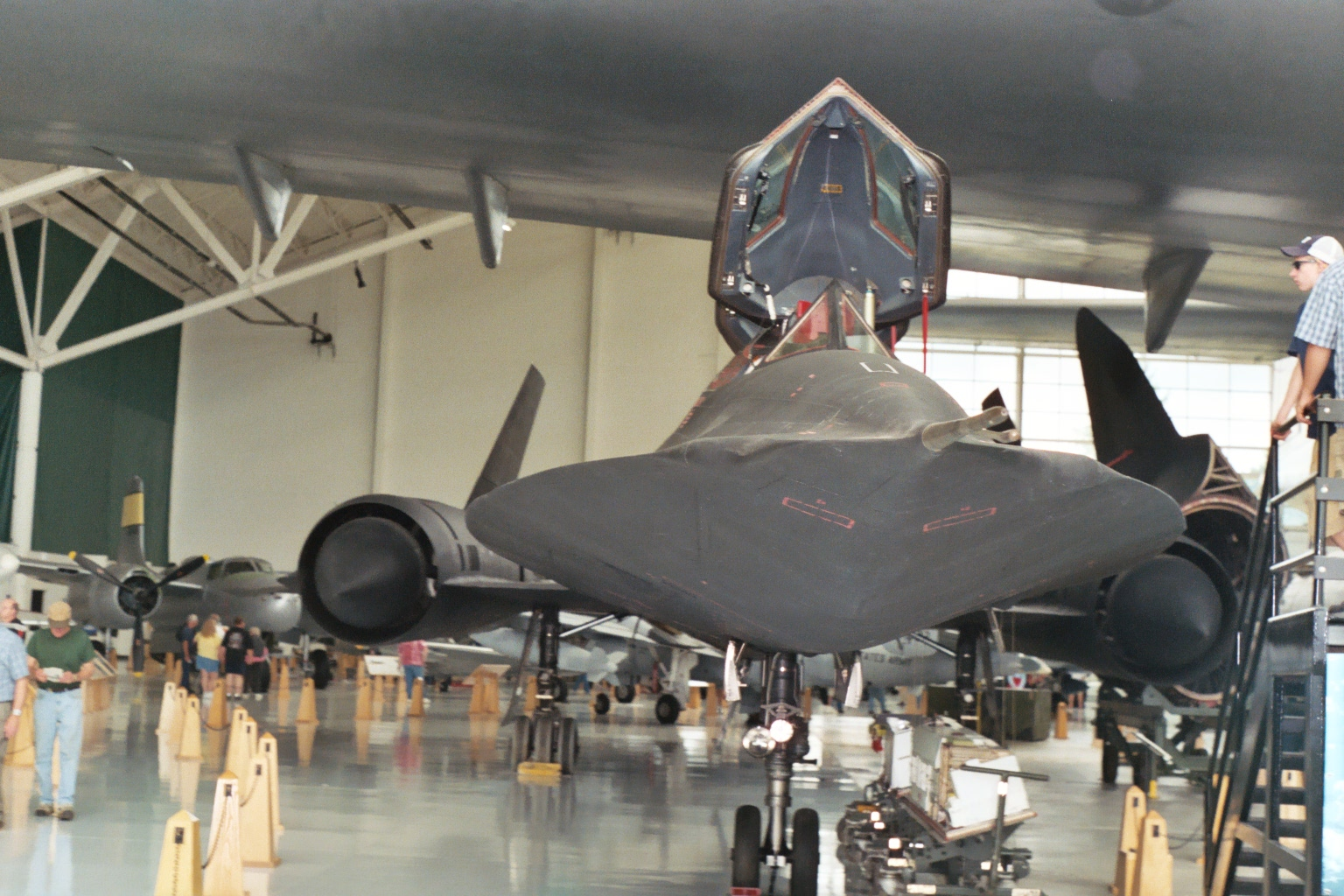
SR-71 в Авиакосмическом музее Evergreen
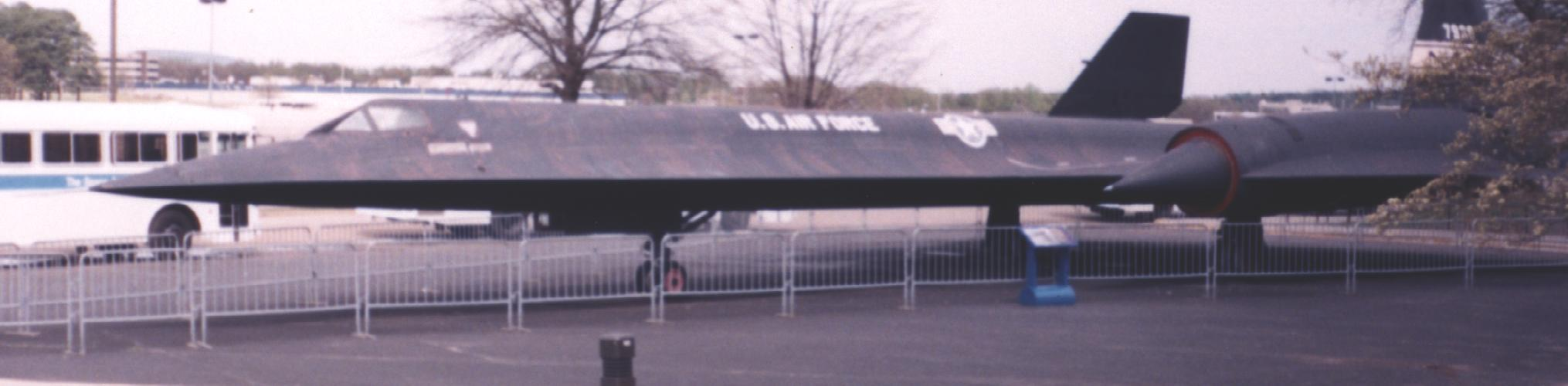
SR-71 в музее космоса в Хантсвилле
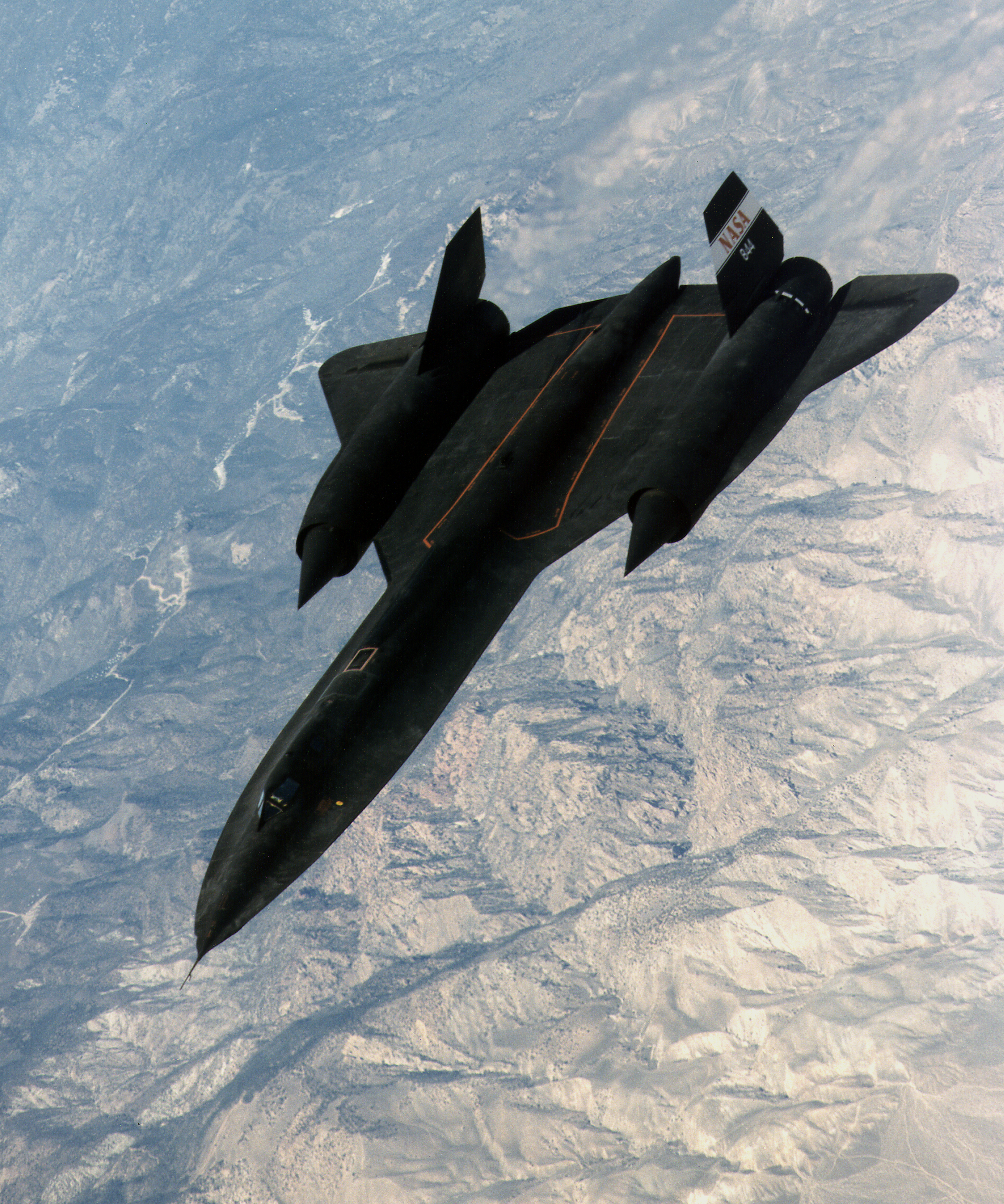
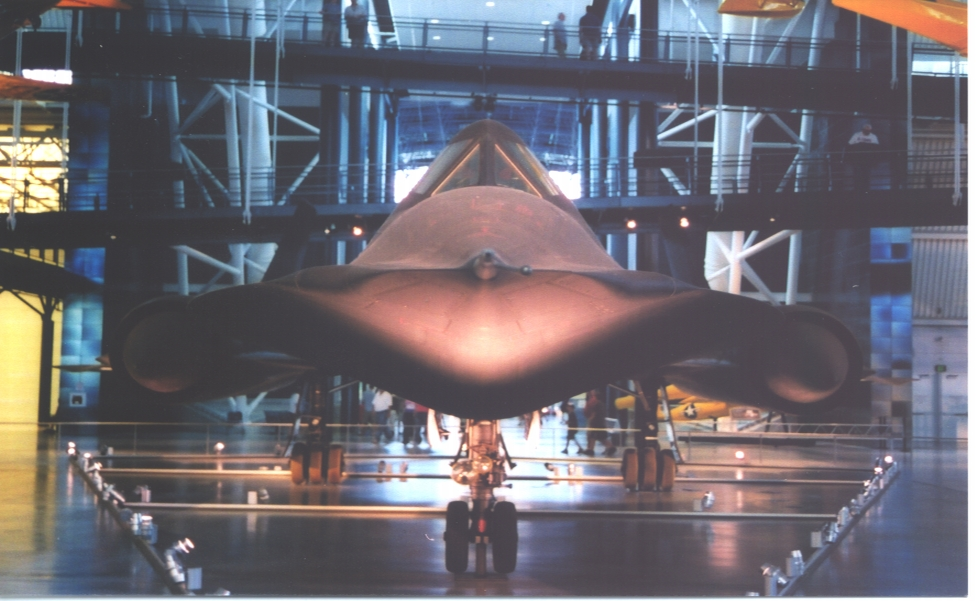
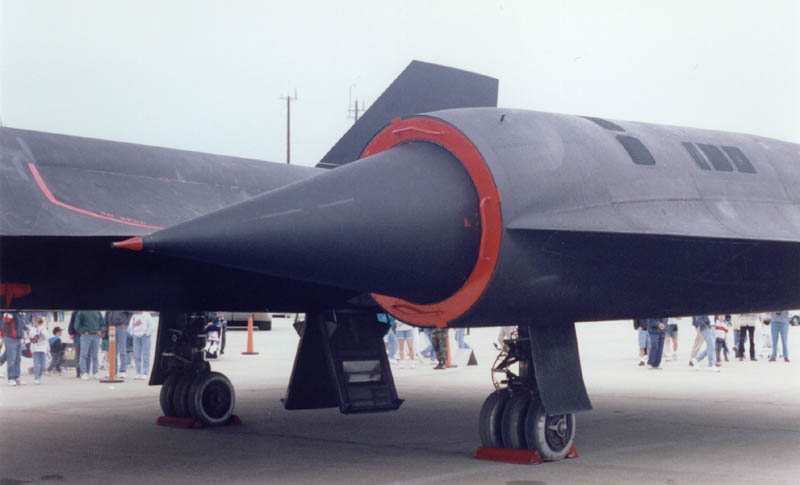
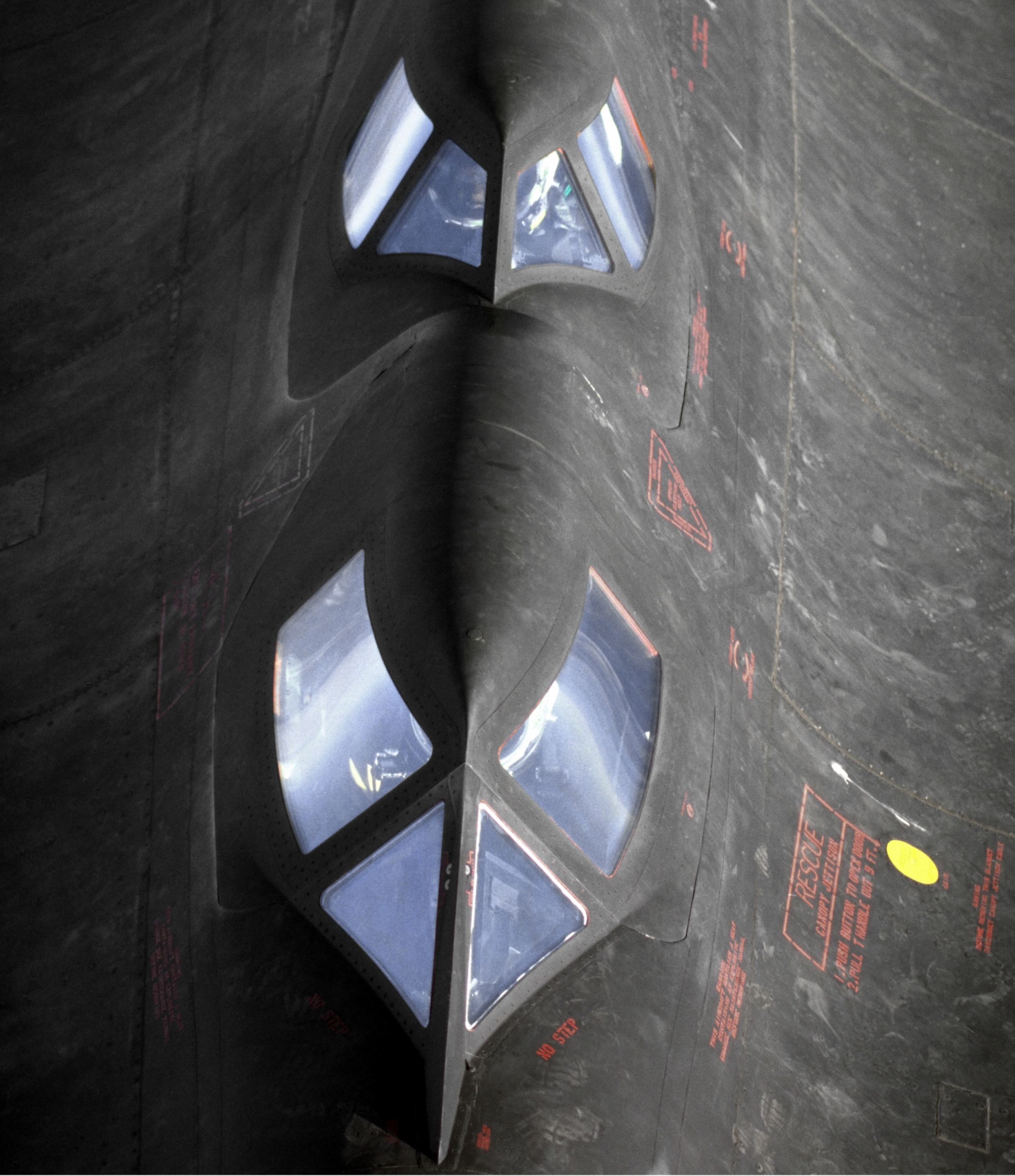
Вид с топливозаправщика Boeing KC-135 Stratotanker

## Музейные SR-71
1. 60-6924 Blackbird Airpark, Палмдейл, Калифорния (музей авиабазы Air Force Flight Test Center, A-12 прототип)
2. 60-6925 Музей моря, воздуха и космоса (авианосец «Интрепид»), Нью-Йорк (первый серийный A-12)
3. 60-6927 «Titanium Goose» California Science Center in Exposition Park.
4. 60-6930 Ракетно-космический центр, Хантсвилл (Алабама)
5. 60-6931 Штаб-квартира ЦРУ в Лэнгли, Вирджиния.
6. 60-6933 San Diego Aerospace Museum, Balboa Park, Сан Диего, Калифорния
7. 60-6935 National Museum of the U.S. Air Force, Wright-Patterson AFB, OH (YF-12A)
8. 60-6937 Southern Museum of Flight in Birmingham, Алабама.
9. 60-6938 U.S.S. Alabama Battleship Museum, Mobile, AL
10. 60-6940 Museum of Flight, Seattle, WA (М-21, предназначенный для запуска БПЛА D-21 с ПВРД, который был установлен на пилоне над оперением).
11. 64-17951 Pima Air Museum, Tucson, AZ (YF-12C)
12. 64-17955 * Air Force Flight Test Center Museum, Edwards AFB, Калифорния.
13. 64-17956 Kalamazoo Air Zoo. Kalamazoo, Мичиган. (последний самолёт в варианте спарки)
14. 64-17958 Robins AFB Museum of Aviation, Warner Robins, GA
15. 64-17959 Air Force Armament Museum, Eglin AFB, Флорида («Big-Tail» версия, с дополнительными датчиками и камерами).
16. 64-17960 Castle Air Museum, Castle AFB, Калифорния
17. 64-17961 Cosmosphere & Space Center, Hutchinson, Канзас
18. 64-17962 Imperial War Museum at Duxford, Великобритания
19. 64-17963 Beale AFB, Калифорния
20. 64-17964 Strategic Air Command Museum, Located between Omaha and Lincoln, Небраска
21. 64-17967 8th Air Force Museum at Barksdale AFB, La.
22. 64-17968 On display at Virginia Aviation Museum Richmond, Va. (Установил мировой рекорд на длительный полёт, 26 апреля 1971 года пролетев за 10 ½ часов 15000 миль без посадки. http://lugaland.com/news/v_ssha_postrojat_giperzvukovoj_bespilotnik_chernyj_drozd/2013-11-08-226
23. 64-17971 Авиационный музей в Макминнвилле, Орегон.
24. 64-17972 *National Air & Space Museum, Вашингтон, округ Колумбия. Установил четыре рекорда скорости 6 марта 1990 года.
25. 64-17973 Blackbird Airpark, Палмдейл, Калифорния
26. 64-17975 March Field Museum, March AFB, Калифорния
27. 64-17976 8th Air Force Museum, Barksdale AFB, LA
28. 64-17979 * History & Traditions Museum, Lackland AFB, Техас.
29. 64-17980 * NASA Dryden Flight Research Center, Edwards AFB, Калифорния.
30. 64-17981 Hill AFB Museum, Hill AFB, UT (Только SR-71C. Гибрид тренировочного самолёта из нескольких частей YF-12A, 60-6934 (задняя часть фюзеляжа) и действующего макета SR-71A (носовая часть фюзеляжа)